# San Lorenzo al Mare
San Lorenzo al Mare é uma comuna italiana da região da Ligúria, província de Impéria, com cerca de 1.402 habitantes. Estende-se por uma área de 1 km², tendo uma densidade populacional de 1402 hab/km². Faz fronteira com Cipressa, Civezza, Costarainera, Imperia.

## Demografia
| Variação demográfica do município entre 1861 e 2011                               |
|                                                                                   |
| Fonte: Istituto Nazionale di Statistica (ISTAT) - Elaboração gráfica da Wikipedia |